# L'Homme à la winchester d'or
Pour plus de détails, voir Fiche technique et Distribution.
L'Homme à la winchester d'or (Corte marziale) est un western spaghetti italien sorti en 1973, réalisé par Roberto Mauri.

## Synopsis
Le lieutenant Clint Warren est accusé injustement d'homicide et de haute trahison. Il cherche à découvrir qui l'a piégé.

## Fiche technique
- Titre français : L'Homme à la winchester d'or[1]
- Titre original italien : Corte marziale
- Genre : Western spaghetti
- Réalisation : Roberto Mauri
- Scénario : Roberto Mauri
- Musique : Marcello Gigante
- Production : Francesco Vitolo pour Fida Cinematografica
- Photographie : Luigi Ciccarese
- Montage : Adriano Tagliavia
- Décors : Emilio Zago
- Costumes : Alessandra Pistella
- Maquillage : Marisa Marconi
- Année de sortie : 1973
- Pays :  Italie
- Langue originale : italien
- Durée : 92 min
- Distribution en Italie : Indipendenti Regionali
- Date de sortie en salle en France : 9 février 1977[1]

## Distribution
- Vassili Karis : Clint Warren
- Craig Hill : colonel
- Jack Betts
- Margareth Rose Keil : Jane
- Salvatore Billa : Ballinger
- Tom Felleghy
- Cesare De Vito
- Lorenzo Piani
- Ada Pometti
- Mauro Mannatrizio
- Edmondo Tieghi : juge